# Saxifraga dichotoma
Saxifraga dichotoma är en stenbräckeväxtart. Saxifraga dichotoma ingår i Bräckesläktet som ingår i familjen stenbräckeväxter.

## Underarter
Arten delas in i följande underarter:
- S. d. albarracinensis
- S. d. dichotoma